# Хансен, Петер (художник)
Петер Мариус Хансен (дат. Peter Marius Hansen, 13 мая 1868, Фоборг — 6 октября 1928, Фоборг) — датский художник-реалист, стенограф. Принадлежал к творческой группе «художники Фюна».

## Жизнь и творчество
Родился в семье художника-декоратора Петера Сирака Хансена, дом которого был местом встреч творческой интеллигенции Фоборга. В семье, кроме Петера, было ещё трое детей. Сестра его, Анна, и её сын Эрнст Сиберг, также стали известными художниками - как и муж Анны, Фриц Сиберг. 
Высшее образование получил в Датском техническом университете в Копенгагене, затем с 1885 года изучал живопись в Свободной художественной студии (Kunstnernen Frie Studieskoler), являвшейся альтернативой традиционной академической школе Художественной академии. Учителем его здесь был борнхольмец Кристиан Сартман, по имени которого школа позднее была известна как «школа Сартмана». Среди соучеников в этой школе следует назвать Йоханнеса Ларсена. В годы обучения Хансен подрабатывает стенографом в датском парламенте и театральным художником в копенгагенском Королевском театре. 
Ученики Сартмана, писавшие свои картины в традициях реализма и натурализма, в первую очередь П. Хансен, И. Ларсен и Ф. Сиберг, отражают в своих работах крестьянский быт, сельские пейзажи и датскую природу. Они становятся ядром новообразованной творческой группы «художники Фюна», созданной из осевших на острове Фюн датских живописцев нового поколения, порвавших с академизмом. Позднее живопись фюнских художников, под влиянием Теодора Филипсена, приобретает много общего с работами французских импрессионистов. Группа получает также поддержку со стороны известного коллекционера-мецената, друга Петера Хансена ещё с детских лет, Вильгельма Хансена. 
После совершения творческих поездок в Италию и Швецию с К.Сартманом, где оба много рисуют, П.Хансен в 1905 году переезжает в Копенгаген. Если первоначально основное его внимание привлекали жанровые сценки, то в Копенгагене он пишет также панорамы улиц и переулков, играющих на площадях детей, прохожих и жёлтые трамваи города. Работы П.Хансена представлены в Национальном музее Стокгольма, Художественном музее Гётеборга, музее живописи Фоборга, где собрана наиболее полно коллекция произведений мастеров «фюнской группы». и др. 

## Галерея

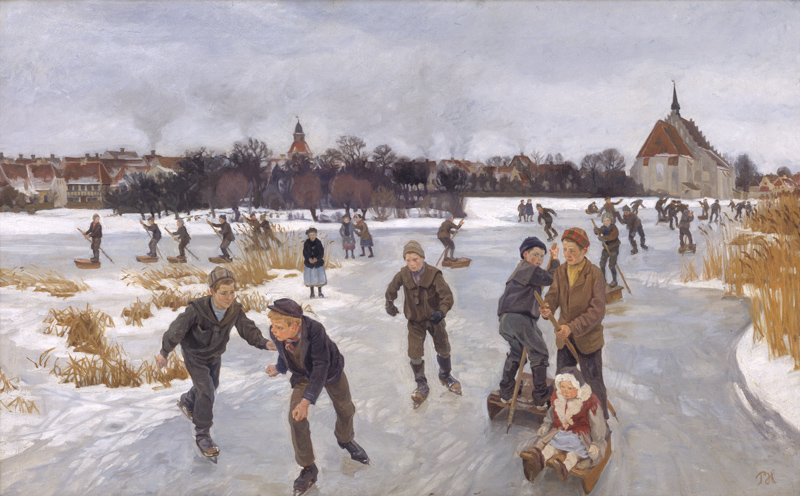
На льду, за городом Фоборг (1901)
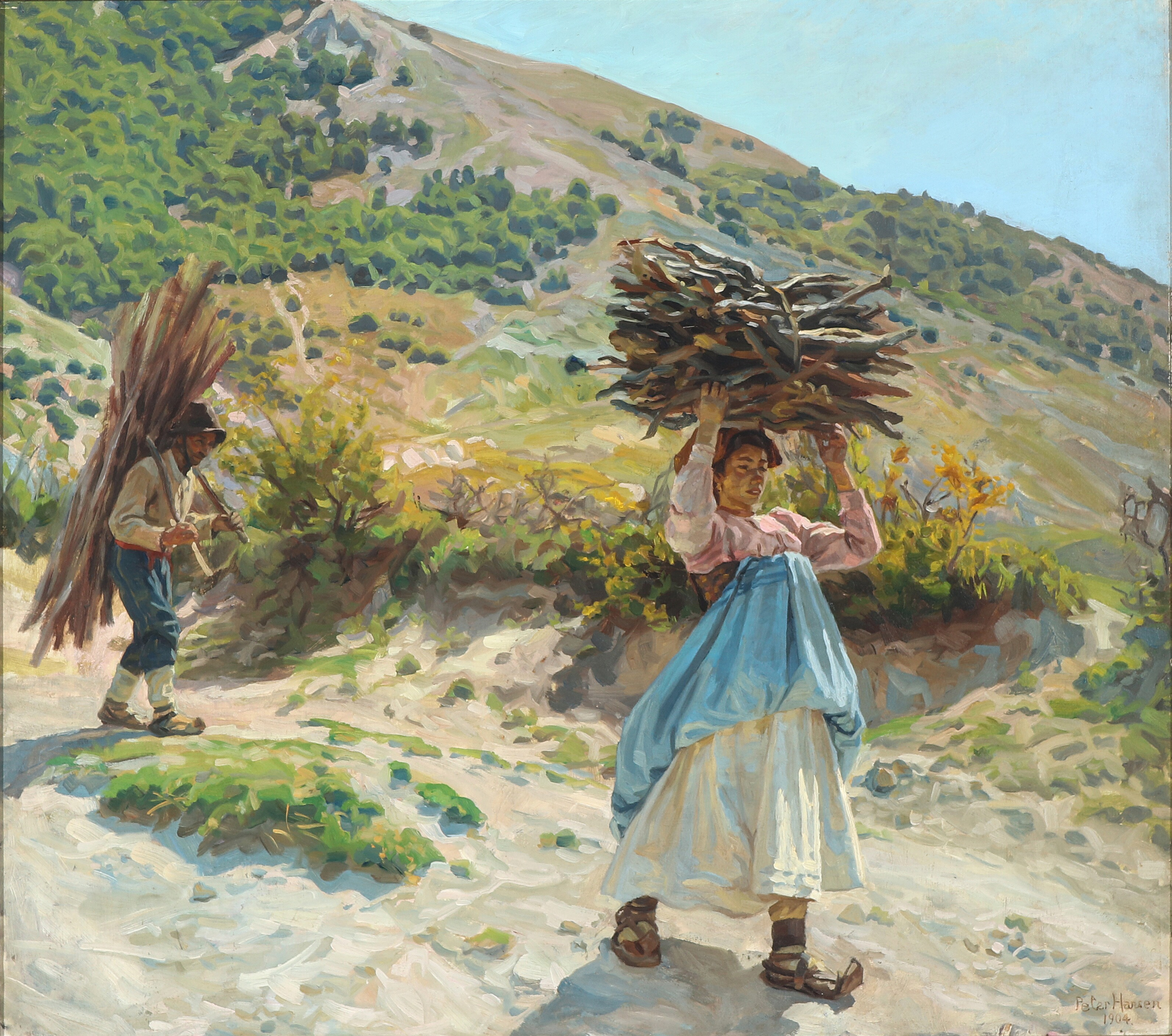
Итальянские сборщики хвороста (1904)
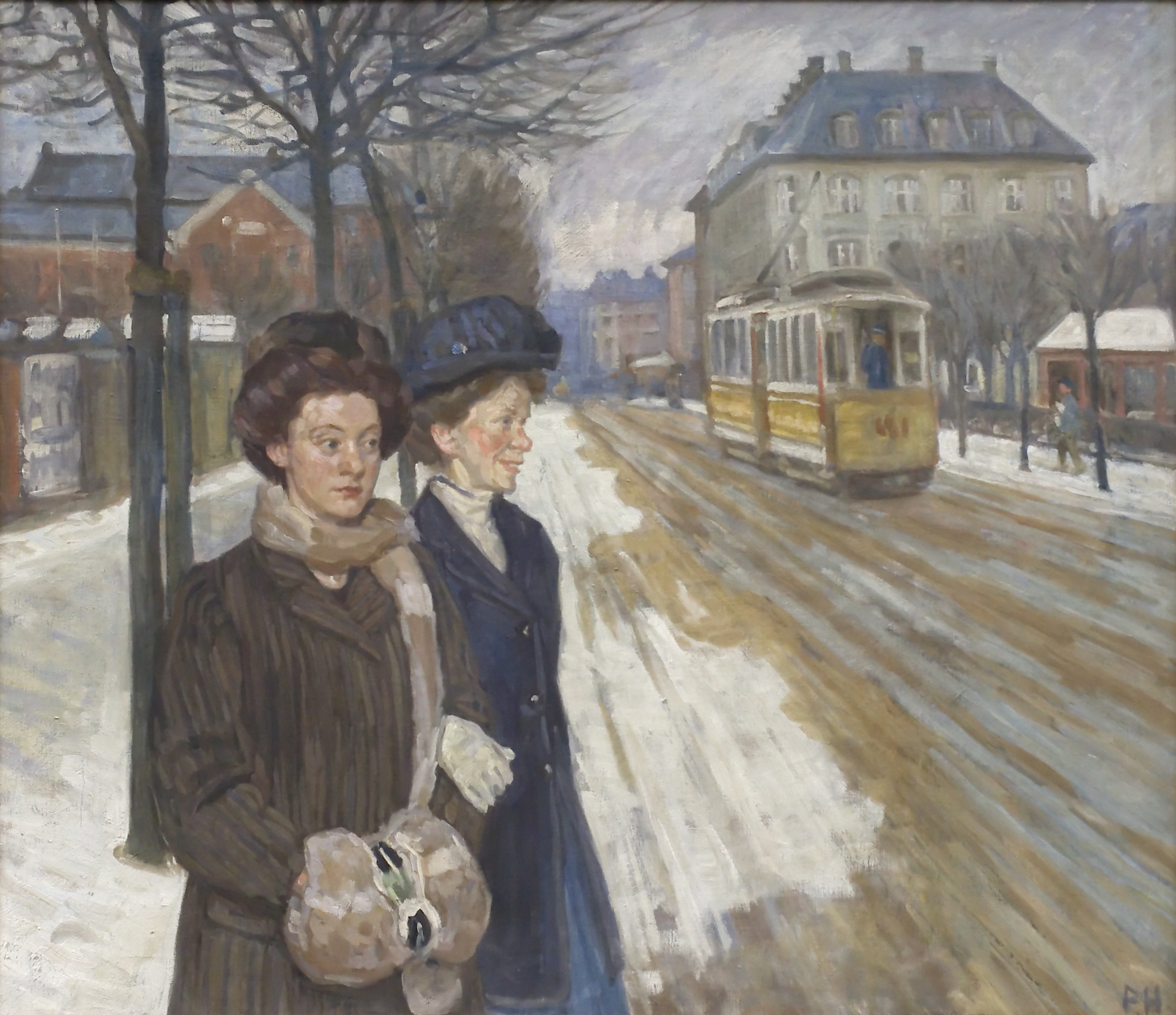
Подружки
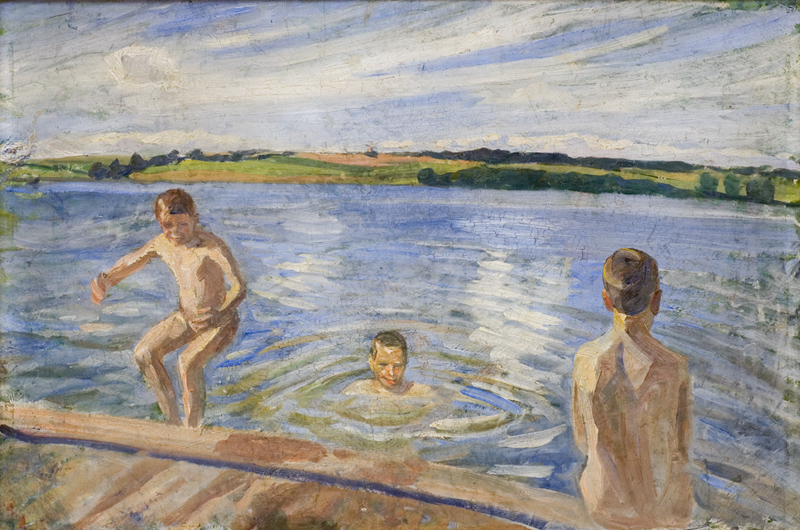
Купаюшиеся мальчишки (1902)
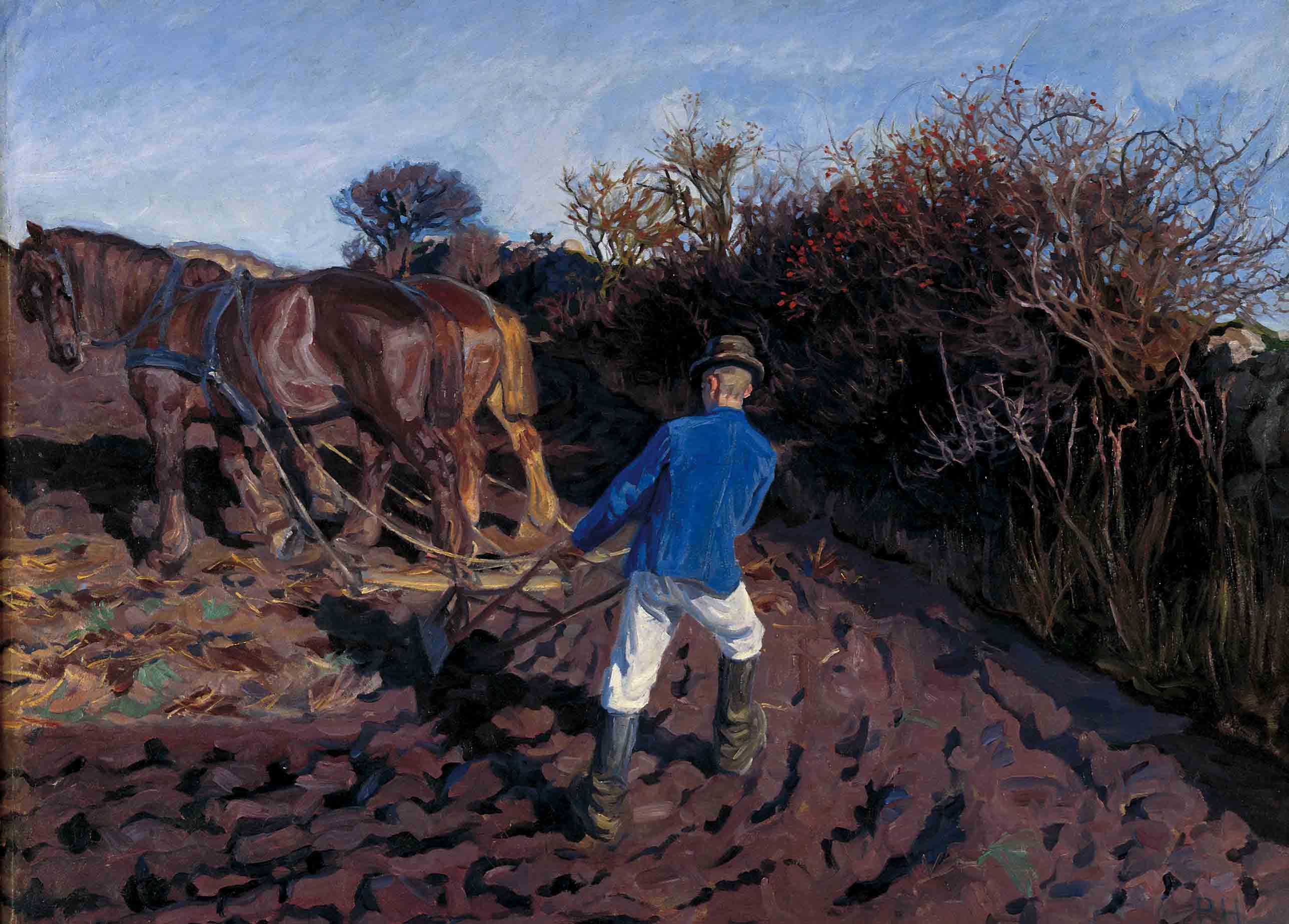
Поворот плуга (1902)
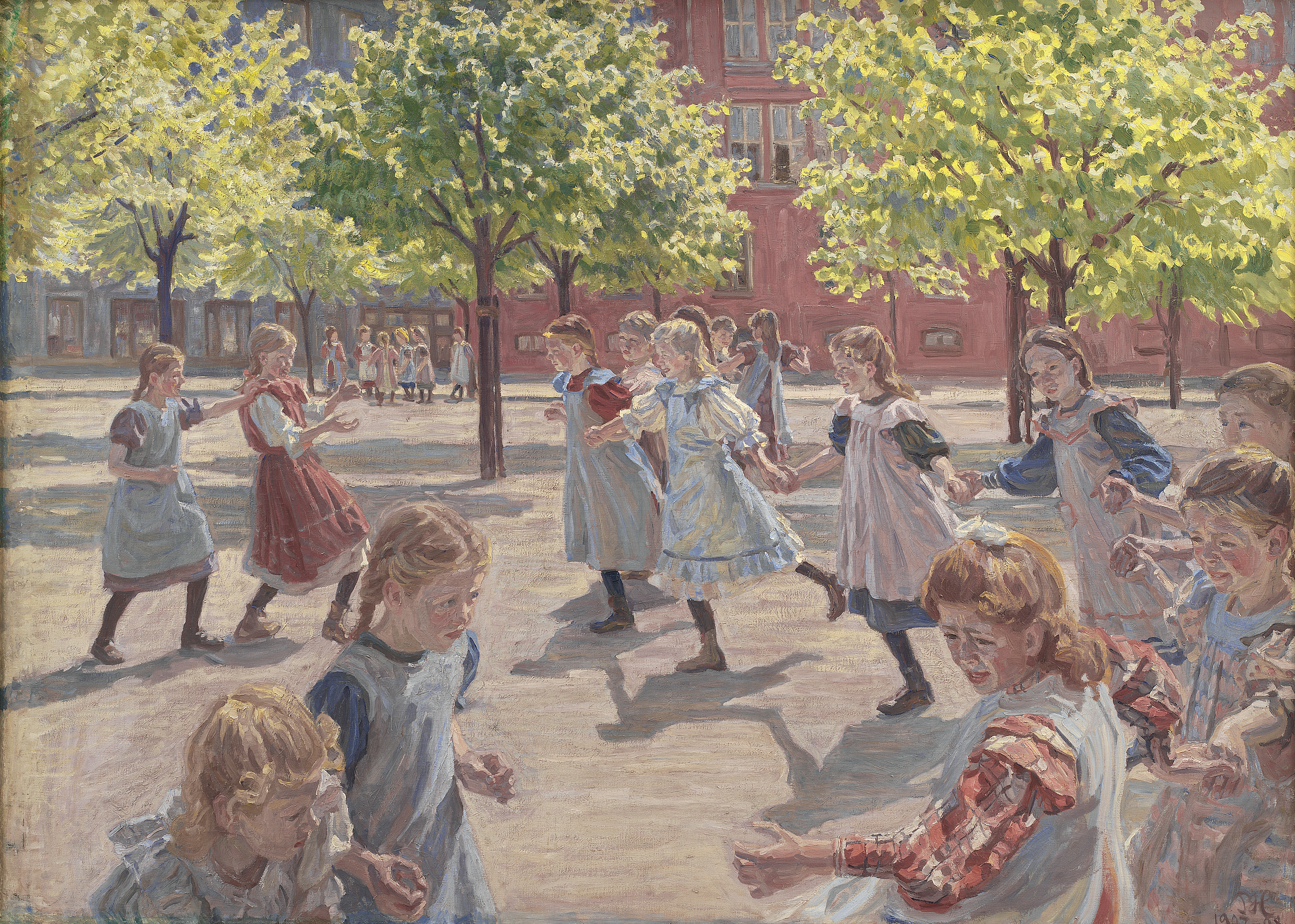
Играющие дети на площади Энгхаве